# Servais Knaven

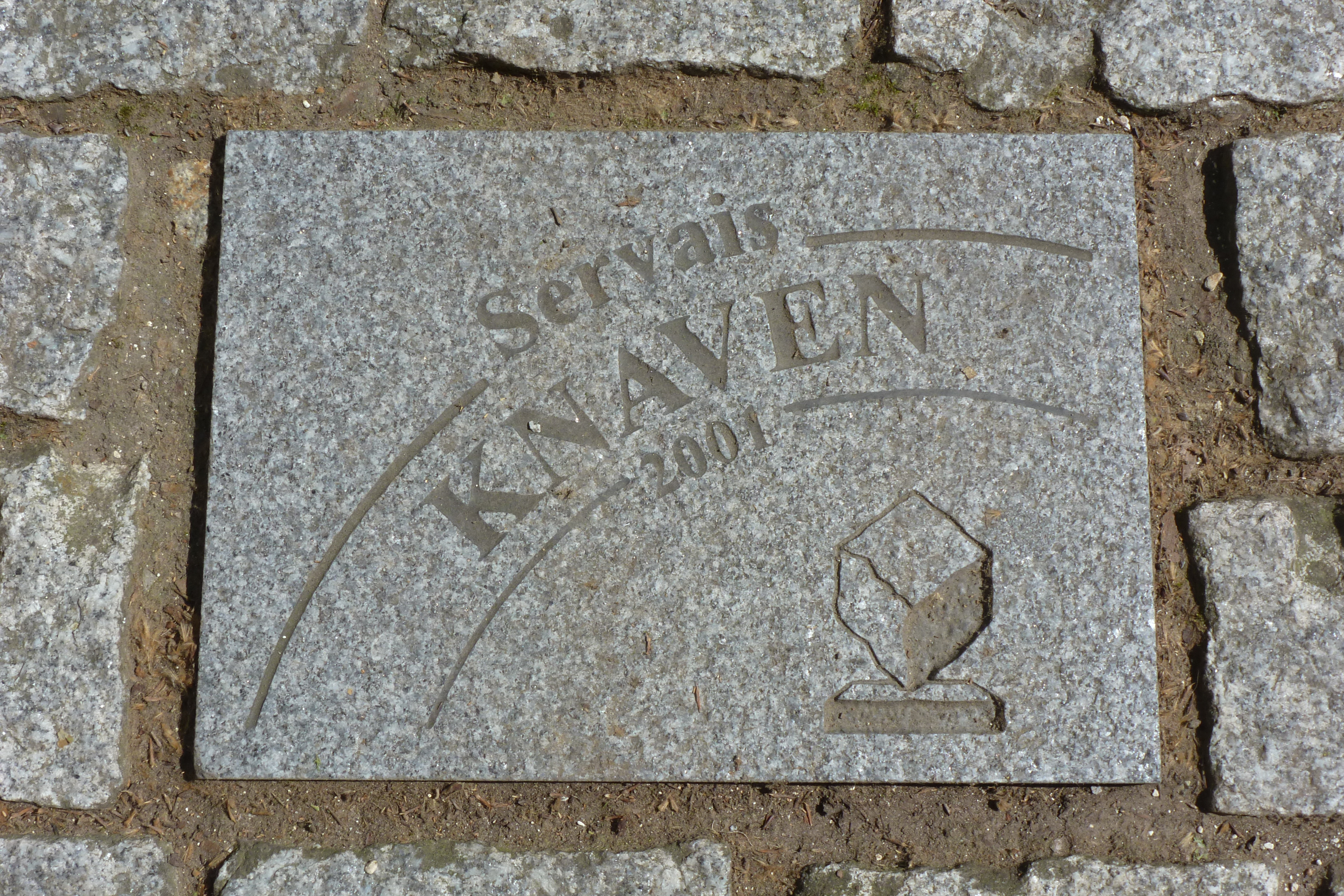
Gatsten på Allée Charles Crupelandt i Roubaix som visar på Servais Knavens seger i Paris–Roubaix 2001.

Henricus Theodorus Josephus "Servais" Knaven, född 6 mars 1971 i Lobith, Gelderland, är en nederländsk före detta professionell tävlingscyklist. Han tävlade mellan 2007 och 2008 för det tyska UCI ProTour-stallet T-Mobile Team/Team Columbia, innan han blev kontrakterad av Team Milram inför säsongen 2009.
Servais Knaven blev professionell med det före detta nederländska stallet TVM 1994.
Knavens största vinst i karriären är Paris–Roubaix 2001, som han vann före sina stallkamrater Johan Museeuw och Romāns Vainšteins. Knaven var nederländsk nationsmästare på landsväg 1995. Två år senare vann han Post Danmark Rundt och prologen på Postgirot Open.
Han vann också etapp 17 mellan Dax och Bordeaux på Tour de France 2003.
Under säsongen 2005 vann Knaven etapp 5 av Tirreno-Adriatico. Samma år slutade han trea på prologen av Benelux Tour efter Rik Verbrugghe och Carlos Barredo. 

## Meriter
2005
etapp 5, Tirreno-Adriatico
2003
etapp 17, Tour de France
2001
Paris–Roubaix
2000
Guldensporentweedaagse
Vinnare av etapp 1
1998
etapp 1, Étoile de Bessèges
Scheldeprijs
1997
Danmark runt
1995
 Nationsmästerskapens linjelopp

## Stall
- TVM 1994–1999
- Farm Frites 2000
- Domo-Farm Frites 2001–2002
- Quickstep-Davitamon 2003–2004
- QuickStep-Innergetic 2005–2006
- T-Mobile Team 2007
- Team Columbia 2008
- Team Milram 2009